# Конакай Жанкисиулы
Конакай батыр Жанкисиулы (каз. Қонақай Жанкісіұлы, начало XVIII века, род. Восточный Казахстан район Жарма, умер Южный Казахстан мавзолей Ходжа Ахмет Яссауи) – казахский батыр, аулие,  
его героизм отличался отвагой и силой во время джунгарского нашествия, один из верных батыров Абылай хана.

## Биография
Происходит из рода Бура племени Найман Среднего жуза.
Конакай батыр говорил Абылаю казахи не имеют военной мощи против России, взявшей курс на колонизацию после войны с калмыками, и советовал Аблаю, как вести с ним политику, в частности Каракерей Кабанбай, Канжигалы Богенбай, и другие призывали казахский народ объединиться и защищать страну. Как и Казыбек и Айтеке, бий активно участвовали в становлении страны и борьбе с врагом.
Похоронен в мемориальном комплексе Ходжи Ахмета Яссауи.

## В плену у джунгар с ханом Абылаем
Вероятно, один из первых этапов «актабанского извержения».  Найдя отряд джунгар, они захватывает группу казахов.  Абылай среди задержанных.  Калмыки сказали пленным казахам, что они будут праздновать свои победы.  Среди арестованных вместе с Аблаем был и Конакай батыр.  Абылай собрал казахов и образовал совет.  Он спрашивает, есть ли двойная лошадь среди лошадей под нами. Тогда Конакаи начал: «Среди захваченных нами лошадей был Бурыл, он скакал, я не мог видеть приказа кого-либо другого».  Аблай остановился и попросил их привести захваченных лошадей.  Калмыки сдержали свое обещание и на следующий день послушались казахов и погнали пришедших с ними лошадей.  Стоя рядом с Аблаем, Конакай Бурыл говорит, что коня нет среди этих коней.  Тогда Аблай сказал калмыкам, что одна из пойманных лошадей была голубая лошадь, но не одна из этих лошадей, и попросил найти ту лошадь.
Через несколько дней казахов погнали кони во второй раз.Среди тех толстых коней уходил голубоглазый.Однажды калмыцкий всадник схватил его и поскакал на коне.
Конакай позаботился о лошади Кокбурыл, позаботился о ней, создал ее и через два месяца присоединился к скачкам. Тот же Кокбурил лошадь заняла первое место перед скачкой.